# 柳得恭
柳得恭（1748年1月3日—1807年10月1日），字惠甫、又字惠風，號泠齋、泠菴、歌商樓、古芸居士、古芸堂、恩暉堂，朝鲜王朝历史学家，1784年，在所著《渤海考》自序中首次提出渤海国在朝鲜历史上是与新罗国南北对峙的“北国”，认为渤海国是高句丽的继承者，而统一新罗是高丽王朝的前身。
柳得恭和朴齊家、李德懋、李書九合稱為「漢學四家」。

## 著作
- 《渤海考》
- 《四郡志》
- 《京都雜誌》